# シュードヘスペロスクス
シュードヘスペロスクス（学名：Pseudhesperosuchus）は、アルゼンチンで化石が産出した、偽鰐類ワニ形上目に属する絶滅した爬虫類の属。四足歩行性の動物であるが現生のワニ目と異なり直立歩行が可能であり、また頭蓋骨が獣脚類の恐竜のように上下に高い。従来スフェノスクス類に分類されていたが、この分類群の単系統性には議論がある。

## 歴史
シュードヘスペロスクスのホロタイプ標本はPVL 3830である。本標本は頭蓋骨と下顎、大部分の脊柱、肩帯、前肢と後肢の一部から構成されている。タイプ種Pseudhesperosuchus jachaleriはJosé Bonaparteにより1969年に命名された。頭蓋骨はほぼ完全であるが、保存が悪く、長年に亘って誤同定されていた骨や構造も存在する。
なお、本属の学名はPseudohesperosuchusのように誤った綴りで記述されることがあり、例としてCarroll (1988)がある。

## 特徴
シュードヘスペロスクスの頭蓋骨の概形は半水棲に適応した現生のワニよりも獣脚類の恐竜を彷彿とさせるものであり、上下に高いという特徴がある。吻部はKayentasuchus (en) やDibothrosuchus (en) といった所謂スフェノスクス類よりも相対的に長く、テレストリスクスのものに匹敵する。また前眼窩窓もKayentasuchusやDibothrosuchusよりも相対的に長く、サルトポスクスと同程度である。前眼窩孔の内部には広いラミナが入り込んでおり、この点もテレストリスクスと共通する。頭頂骨はテレストリスクスのほか、スフェノスクスやサルトポスクスやKayentasuchusと類似する。

## 系統
Clark and Sues (2002)によるスフェノスクス類の系統解析では系統樹の大部分が多分岐をなしており、シュードヘスペロスクスと他のスフェノスクス類の厳密な類縁関係が明らかにされなかった。少なくともClark and Sues (2002)の系統樹では、シュードヘスペロスクスはスフェノスクス属とアリゲーター属のいずれに近縁と言うこともできない。